# Aire d'attraction de Valence (Drôme)
Pour les articles homonymes, voir Aire d'attraction de Valence.
L'aire d'attraction de Valence est un zonage d'étude défini par l'Insee pour caractériser l’influence de la commune de Valence sur les communes environnantes. Publiée en octobre 2020, elle se substitue à l'aire urbaine de Valence, qui comportait 41 communes dans le zonage de 2010.

## Définition
L'aire d'attraction d'une ville est composée d’un pôle, défini à partir de critères de population et d’emploi ainsi que d’une couronne constituée des communes dont au moins 15 % des actifs travaillent dans le pôle. Le pôle d’attraction constitue ainsi un point de convergence des déplacements domicile-travail,.

## Géographie
L’aire d'attraction de Valence est une aire inter-départementale qui comporte 71 communes : 51 situées dans la Drôme et 20 dans l'Ardèche. 

### Carte

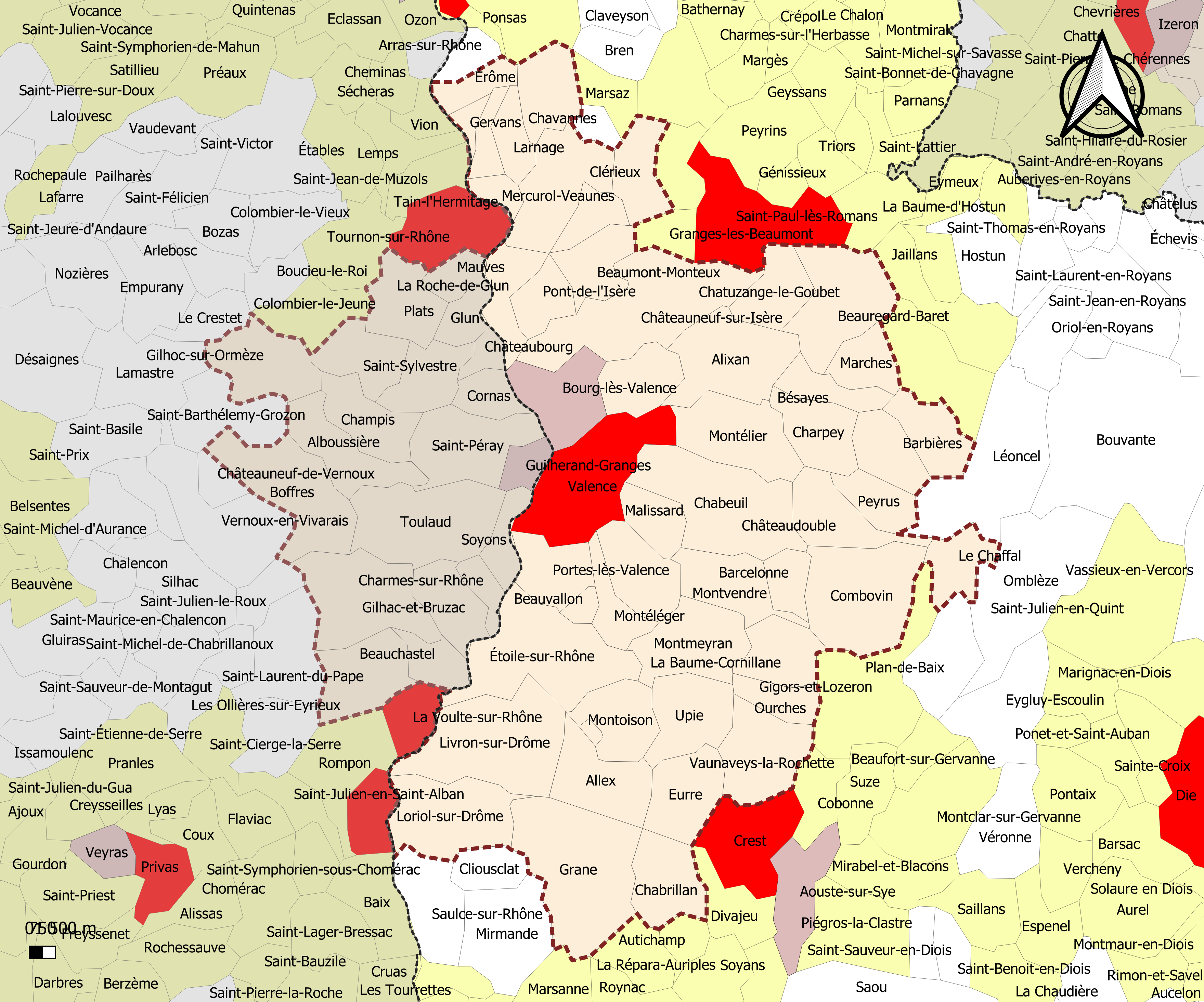
Carte de l'aire d'attraction de Valence.
Commune-centre
Commune du pôle principal
Commune de la couronne

### Composition communale
| Catégorie                 | Département | Communes | Communes |
| Catégorie                 | Département | Nombre   | Libellé |
| ------------------------- | ----------- | -------- | --- |
| Commune-centre            | Drôme       | 1        | Valence. |
| Commune du pôle principal | Drôme       | 1        | Bourg-lès-Valence. |
| Communes de la couronne   | Drôme       | 49       | Alixan, Allex, Ambonil, Barbières, Barcelonne, La Baume-Cornillane, Beaumont-lès-Valence, Beaumont-Monteux, Beauvallon, Bésayes, Bourg-de-Péage, Chabeuil, Chabrillan, Le Chaffal, Chanos-Curson, Chantemerle-les-Blés, Charpey, Châteaudouble, Châteauneuf-sur-Isère, Chatuzange-le-Goubet, Clérieux, Combovin, Crozes-Hermitage, Érôme, Étoile-sur-Rhône, Eurre, Grane, Larnage, Livron-sur-Drôme, Loriol-sur-Drôme, Malissard, Marches, Mercurol-Veaunes, Montéléger, Montélier, Montmeyran, Montoison, Montvendre, Ourches, Peyrus, Pont-de-l'Isère, Portes-lès-Valence, La Roche-de-Glun, Saint-Marcel-lès-Valence, Tain-l'Hermitage, Upie, Vaunaveys-la-Rochette, Gervans, Saint-Vincent-la-Commanderie. |
| Communes de la couronne   | Ardèche     | 19       | Alboussière, Beauchastel, Boffres, Champis, Charmes-sur-Rhône, Châteaubourg, Cornas, Gilhac-et-Bruzac, Gilhoc-sur-Ormèze, Glun, Mauves, Guilherand-Granges, Plats, Saint-Georges-les-Bains, Saint-Laurent-du-Pape, Saint-Péray, Saint-Romain-de-Lerps, Saint-Sylvestre, Soyons, Toulaud. |

## Démographie
Cette aire est catégorisée dans les aires de 200 000 à moins de 700 000 habitants, une catégorie qui regroupe 23,6 % de la population au niveau national,.